# استفان هنن
استفان هنن (انگلیسی: Stephan Hennen؛ زادهٔ ۹ ژانویهٔ ۱۹۹۰) بازیکن فوتبال اهل آلمان است.
از باشگاه‌هایی که در آن بازی کرده‌است می‌توان به باشگاه فوتبال دویسبورگ اشاره کرد.